# Горошко Юрій Автономович
Горошко Юрій Автономович (нар. 6 травня 1900, село Великі Кусківці — 8 жовтня 1980, с. Передмірка) — український поет, художник-аматор, фольклорист, краєзнавець, педагог, громадський діяч, активний учасник "Просвіти".

## Біографія
Юрій Горошко народився 6 травня 1900 року в С. Великі Кусківці. Зі спогадів Ю. Автономовича відомо, що батьки наймитували в місцевого поміщика (ймовірно Баранського чи Барановського). Родина була багатодітною. Однак з дев'ятьох народжених дітей дорослого віку досягло п'ятеро. До конфіскації землі Горошки мали півтори гектрари поля, а батько працював в місцевому млині. Також голова родини періодично заробляв на Київщині, Хмельниччині, Бесарабії, Херсонщині - ймовірно як найманий працівник сезонних робіт.

## Освіта
Батьки спромоглися дати синові найкращу, із доступних на той час, освіту. В 1913 році юнак закінчив Міністерську однокласну школу в с. Передмірка. Атестат про двокласну освіту одержав в Борсуківській школі. Вдосконалювати початкові знання довелося впродовж всього життя самостійно. Це було наслідком поширеної в ті часи залежності простих селян від представників світської чи духовної еліти. Адже Ю. Горошко планував продовжити освіту в Почаївській двокласній вчительській школі. На заваді стала відмова священика Білецького видати свідоцтво про народження.
Розширенню світогляду сприяла активна участь в діяльності “Просвіти”, завдяки чому юнак мав доступ до бібліотеки. Попередня підготовка дозволяла Юрію Автономовичу вести бухгалтерію місцевої робітничої кооперації та канцелярію сільського осідку "Просвіти".

## Під час Першої світової війни
На початку 1915 р. Ю. Горошко, як і чимало його однолітків, під примусом російської армії, копав окопи для наступаючого війська та розміновував територію під м. Золочів. В 1916 вдалося влаштуватися на роботу на залізничну станцію Гречани. Через неналежну платню перевівся на посаду конторника в с. Ланівці. Проте і тут довелося боротися з нечесним поводженням начальника станції, який відмовився виплачувати зарплатню і намагався усунути 17-річного Юрія від роботи за станом здоров'я. Завдяки небайдужим людям, юнака не звільнили, а перевели на ст. Збараж. Становище було вкрай складне, адже батько Юрій був на фронті і потрібно було не тільки себе утримувати, а й сяк-так допомагати родині. Але навіть в такій скруті, Юрій Автономович старався дбати про освіту. В 1918 році уряд Скоропадського розірвав трудові угоди зі всіма працівниками прийнятими на державну службу  попередньою владою: нарешті вдалося одержати хоч частину зарплати. Значну суму з цих коштів Горошко витратив на придбання книг, за що зазнав зневаги й насмішок однолітків.

## Міжвоєнні десятиліття: педагогічна та літературна діяльність
Після встановлення радянської влади довелося працювати в продвідділі Борсуківського волосного революційного комітету, що в подальшому стало одним із приводів до  арешту польською владою. Покращити фінансове становище допомогла освіта: вдалося налагодити приватне вчителювання. Через рік роботи клас Ю. Горошка налічував 30 учнів.  Уроки проводили в домі вчителя, що привернуло увагу поліції. Навіть був судовий позов і загроза арешту за незаконну педагогічну діяльність, але в 1928 році справа підпала під амністію. Засвоївши урок, Ю. Горошко продовжував вчителювання в домі учнів. Приватна педагогічна практика тривала до 1939 року.
В 20-х роках діяч послідовно і вперто намагався опублікувати свої поетичні твори. Навіть після декількох відмов від редакцій газет, молодий автор не здавався. Перший успіх відбувся в 1926 р.: варшавське видання "Духовна Бесіда" надрукувала один із віршів та статтю "Сміх в літературі". Ще кілька поезії надрукували на шпальтах газети "Громада" у м. Луцьк.  З 1927 року і аж до вибуху ІІ світової війни вдавалося регулярно друкувати вірші, фелейтони, статті в "Громадському голосі", "Каменярах" , "Господарському кооперативному часописі". Літературним успіхом цього часу діяч вважав премію за статтю про жіночий визвольний рух "Погане рабство" від Львівського відділення "Просвіти" в сумі 45 злотих (це сталося в 1928 р.). Впродовж двох років (1929-1930)  Ю. Горошко працював секретарем повітового відділу товариства "Просвіта".

## Громадська діяльність та арешти
Також цей період позначений розквітом  активної просвітницької громадської діяльності: в 1926 році разом з однодумцями Ю. Горошко зорганізував  філію Кременецького відділення "Просвіти"  з читальнею, хором, драматичним гуртком (можливо із оркестром) та бібліотекою (яку вкомплектував власне Ю. Горошко).
Громадська діяльність та певні літературні успіхи, слава вчителя сформувала неабиякий авторитет у сільській громаді. Саме це врятувало Горошка від арешту під час виборів до сейму 1928 року. Місцем тимчасового утримання було с. Борсуки. Проте понад 3000 скарг від мешканців 7-ми сіл цієї громади врятували Ю. Горошка від судового процесу.
В 1930 р. за не встановленими звинуваченнями Ю. Горошка таки арештували на місяць в м. Кременець, але через місяць звільнили умовно на час  слідства (яке тривало два роки). За умовами умовного звільнення доводилося щодня долати по сім кілометрів до поліцейського відділення в с. Борсуки, щоб відмітитися. Крім того Ю. Горошку заборонили будь-які візити до родичів в близькі села та до сусідів в Передмірці.  За хатою встановили поліцейський нагляд. Переслідування та провокації тривали аж до 1939 р. Не знайшовши підстав для арешту, представники польської влади вдалися до хитрощів: запропонували прийняти католицизм. Відмова стала приводом для  арешту з подальшим відбування строку в концтаборі «Береза Картузька». Пережиті з червня до вересня 1939 року знущання та нелюдські катування Ю. Горошко описав у нарисі "Як зі мною прощалася панська Польща". Деталі табірного життя підтверджують спогади протоірея з с. Лопушно Семена Гаюка "Від церковного престолу до Берези за дроти". Ув'язнення припинилося через радянську окупацію в вересні1939 року.

## Життя під час Другої світової війни
В перші роки  війни Ю. Горошко завідував початковою школою в с. Передмірка, а з 1941 року і до встановлення радянського окупаційного режиму на західних землях України - в с. Гриньки. Продовжуючи професійну діяльність в с. Білозірка, педагог наражався на небезпеку потрапити до рук гестапо в процесі ліквідації початкових шкіл в сільській місцевості. Уникнути арешту в 1943 році допоміг небайдужий односельчанин Леонтій Ткачук.
В 1944 році через донос земляка про зв'язки з бандерівцями, Ю. Горошко опинився в радянському фільтраційному таборі в м. Омськ. Через декілька місяців Ю. Горошка визнали лояльним та гідним до служби в радянській армії та мобілізували. Ймовірно під час штурму Берліна Ю. Горшко був важко пораненим. Отримав нагороди "За бойові заслуги" та "За штурм Берліна". Як і більшість солдат, практично пішки повернувся з фронту додому в 1945 році. В якості трофеїв поет привіз додому чимало книг.

## Зрілі та пізні роки
Після повернення з фронту повернувся до вчителювання в с. Передмірка. Водночас довелося здобувати дипломи про освіту: в 1946 році Юрій Автономович закінчив Кременецьке педагогічне училище, а в 1952 р. - Вчительський інститут (заочна форма навчання за спеціалізацією українська філологія). Варто зазначити, що Ю. Горошко здобув певний авторитет у педагогічних колах Кременця завдяки своїй колекції книг. Адже вона була різноманітнішою, аніж у згаданих навчальних закладах, тому чимало колег та однокурсників позичали літературу саме в нього.
В 1948 році Ю. Горошка призначили на посаду завідувача початкової школи в м. Іванівці, а після її реорганізації в 7-ми річку - на посаду директора закладу.  А після переїзду в с. Передмірка Юрій Автономович викладав в місцевій школі низку дисциплін: арифметику, історію, георгафію, біологію, співи, малювання. У автобіографії педагог з гіркотою зазначає, що прагнув працювати за спеціальністю, але українську мову та літературу йому читати не дозволили. Проте зі свідчень учнів та родичів відомо, що в певний час Ю. Горошко таки викладав бажані предмети. Через неможливість продовжити професійну діяльність після досягнення пенсійного віку, діяч вирішує присвятити свій час краєзнавчій та фольклористичній діяльності.

## Творчість
Видав збірку "Поезії" (1927; у співавторстві з С. Лазебою) і книжку віршів "Пісня" (1936).
Автор "Історії села Передмірка" (рукопис зберігається у Кременецькому краєзнавчому музеї).
Збирав і записував пісні. Частина з них опублікована у збірці "Пісні Тернопільщини" ; більшість зберігається у фондах Кременецького краєзнавчого музею, ГМФЕ ім. М.Рильського НАНУ, Міністерства освіти і науки України.

## Родина
Перебуваючи в с. Гриньки Юрій Автономович познайомився з місцевою дівчиною. Вона була сестрою провідника УПА ОУН Кіндрата Гаврилюка. Марія дивом уникнула відправлення на примусові роботи до Німеччини. Вони побралися в 1942 році. В 1948 році в подружжя народилася донечка, яку назвали на честь Лесі Українки. Дитина померла в чотиримісячному віці. В 1952 р. в пари народився син Володимир. Через потребу дбати про стареньких батьків Юрія, родина переїхала в с. Передмірка.